# 천국부터 지옥까지
《천국부터 지옥까지》(영어: Highest 2 Lowest)는 2025년 개봉한 미국의 범죄 스릴러 영화이다. 스파이크 리가 감독과 공동각본을 맡았으며, 구로사와 아키라 감독의 동명 영화를 재해석한 작품이다.

## 출연
- 덴절 워싱턴
- 일페네시 하데라
- 제프리 라이트
- 아이스 스파이스
- 에이셉 라키
- 딘 윈터스